# Eleccions al Parlament Europeu de 1984 (Països Baixos)
Les eleccions al Parlament Europeu de 1984 als Països Baixos van ser les eleccions celebrades el 14 de juny per a escollir als 25 eurodiputats neerlandesos per a la II legislatura del Parlament Europeu. Les eleccions van superar per poc el 50% de la participació, per sota de la mitjana de la Comunitat Econòmica Europea, i van ser guanyades pel Partit del Treball.

## Sistema electoral
Els eurodiputats holandesos van ser elegits per representació proporcional multinominal en una única circumscripció. Els partits polítics tenien la possibilitat de formar aliances electorals (lijstverbinding). Els escons es van repartir entre els partits i les aliances electorals que superessin la quota electoral (equivalent al nombre de vots emesos dividit pel nombre d'escons) seguint el mètode d'Hondt. Dins de les aliances electorals, els escons es reparteixen entre els partits segons el mètode de major resta.
En aquestes eleccions tots els ciutadans holandesos de 18 anys o més van poder votar, i els de 25 o més es van poder presentar. També van poder votar els estrangers de la Comunitat Econòmica Europea que vivien als Països Baixos, sempre que la legislació del seu país d'origen no els prohibís fer-ho, i aquells holandesos no residents a l'estat, si en el seu país actual no els hi permetien votar.

## Resultats
El Partit del Treball, integrat a la Unió de Partits Socialistes de la Comunitat Europea, va guanyar les eleccions amb el 33,70% dels vots i 9 eurodiputats enfront del 30,02% dels vots i 8 escons de la Crida Demòcrata Cristiana, que formava part del Partit Popular Europeu. També van obtenir representació al Parlament Europeu el liberal Partit Popular per la Llibertat i la Democràcia amb 5 escons, l'Acord Progressista Verd amb 2 escons i la coalició de partits catòlics, liderats pel Partit Polític Reformat, amb 1 escó.
| Candidatura                                                                                | Facció europea        | Sufragis   | Sufragis | Escons   | Escons   |
| Candidatura                                                                                | Facció europea        | Vots       | %        | Dip.     | Dif.     |
| ------------------------------------------------------------------------------------------ | --------------------- | ---------- | -------- | -------- | -------- |
| Partit del Treball (P.v.d.A)                                                               | UPSCE                 | 1.785.165  | 33,70%   | 9        | Es manté |
| Crida Demòcrata Cristiana (CDA)                                                            | PPE                   | 1.590.218  | 30,02%   | 8        | ▼ 2      |
| Partit Popular per la Llibertat i la Democràcia (VVD)                                      | LDE                   | 1.002.685  | 18,93%   | 5        | ▲ 1      |
| Acord Progressista Verd (CPN-PSP-PPR-GPN)                                                  |                       | 296.488    | 5,60%    | 2        | ▲ 2      |
| Partit Polític Reformat-Unió Política Reformada-Federació Política Reformada (SGP-GPV-RPF) |                       | 275.786    | 5,21%    | 1        | ▲ 1      |
| Partit de Centre                                                                           |                       | 134.877    | 2,55%    |          |          |
| Demòcrates 66 (D66)                                                                        |                       | 120.826    | 2,28%    |          |          |
| Els Verds Europeus                                                                         | CEPV                  | 67.413     | 1,27%    |          |          |
| Déu amb nosaltres                                                                          |                       | 23.291     | 0,44%    |          |          |
| Vots a candidatures                                                                        | Vots a candidatures   | 5.296.749  | 99,29%   | 25       |          |
| Vots nuls o no vàlids                                                                      | Vots nuls o no vàlids | 37.833     | 0,71%    | Kiesraad | Kiesraad |
| Vots emesos                                                                                | Vots emesos           | 5.334.582  | 50,88%   | Kiesraad | Kiesraad |
| Cens total                                                                                 | Cens total            | 10.485.014 |          | Kiesraad | Kiesraad |